# Raymond Kopa-díj
A Raymond Kopa-díjat a France Football francia labdarúgó-szaklap alapította és adja át 2018 óta. A díjat az Európában játszó legtehetségesebbnek vélt 21 év alatti labdarúgó kaphatja meg az adott évben a korábbi neves labdarúgókból összeállított zsűri szavazata alapján. A France Football előzetesen egy tíz nevet tartalmazó listát tesz közzé, amelyet az európai sportújságírók állítanak össze.
Az első díjátadóra 2018. december 3-án került sor az Aranylabda díjátadó-gálán. Az első díjazott a francia Kylian Mbappé lett, megelőzve Christian Pulisicet és Justin Kluivertet. 2019-ben a Juventus és a holland válogatott védőjét, Matthijs de Ligtet díjazták.

## Díjazottak
| Év   | Helyezés                                                             | Játékos                                                              | Klub(ok)                                                             | Pont |
| ---- | -------------------------------------------------------------------- | -------------------------------------------------------------------- | -------------------------------------------------------------------- | ---- |
| 2018 | 1.                                                                   | Kylian Mbappé                                                        | Paris Saint-Germain                                                  | 110  |
| 2018 | 2.                                                                   | Christian Pulisic                                                    | Borussia Dortmund                                                    | 31   |
| 2018 | 3.                                                                   | Justin Kluivert                                                      | Ajax AS Roma                                                         | 18   |
| 2019 | 1.                                                                   | Matthijs de Ligt                                                     | Ajax Juventus                                                        | 58   |
| 2019 | 2.                                                                   | Jadon Sancho                                                         | Borussia Dortmund                                                    | 49   |
| 2019 | 3.                                                                   | João Félix                                                           | Benfica Atlético de Madrid                                           | 41   |
| 2020 | A Covid19-pandémia miatt félbeszakadt szezon miatt nem osztották ki. | A Covid19-pandémia miatt félbeszakadt szezon miatt nem osztották ki. | A Covid19-pandémia miatt félbeszakadt szezon miatt nem osztották ki. |      |
| 2021 | 1.                                                                   | Pedri                                                                | Barcelona                                                            | 89   |
| 2021 | 2.                                                                   | Jude Bellingham                                                      | Borussia Dortmund                                                    | 39   |
| 2021 | 3.                                                                   | Jamal Musiala                                                        | Bayern München                                                       | 38   |
| 2022 | 1.                                                                   | Gavi                                                                 | Barcelona                                                            | 59   |
| 2022 | 2.                                                                   | Eduardo Camavinga                                                    | Real Madrid                                                          | 51   |
| 2022 | 3.                                                                   | Jamal Musiala                                                        | Bayern München                                                       | 47   |
| 2023 | 1.                                                                   | Jude Bellingham                                                      | Real Madrid                                                          | 90   |
| 2023 | 2.                                                                   | Jamal Musiala                                                        | Bayern München                                                       | 42   |
| 2023 | 3.                                                                   | Pedri                                                                | Barcelona                                                            | 33   |
| 2024 | 1.                                                                   | Lamine Yamal                                                         | Barcelona                                                            | 113  |
| 2024 | 2.                                                                   | Arda Güler                                                           | Real Madrid                                                          | 26   |
| 2024 | 3.                                                                   | Kobbie Mainoo                                                        | Manchester United                                                    | 20   |